# При спробі втечі
При спробі втечі — радянський чорно-білий художній фільм-драма 1965 року, знятий режисером Тетяною Березанцевою на кіностудії «Молдова-фільм».

## Сюжет
Події відбуваються у Бессарабії напередодні Другої світової війни. У тюремній машині на суд везуть як свідка солдата Штрефана Бребу. Конвоїри отримали наказ пристрелити його по дорозі «при спробі втечі». Солдат може дати на суді небажані для влади показання, які заперечують, що комуністи стріляли у беззбройних селян. Штефану вдається втекти. Селянська дівчина Луміниця привозить його до міста на возі. В момент оголошення головою суду, що свідка вбито «при спробі втечі», із зали лунає голос самого Штефана. Його показання змінюють весь перебіг процесу.

## У ролях
- Василе Брескану — Штефан Бребу
- Сергій Дворецький — Бачу, конвоїр
- Валерій Квітка — Тутовяну, конвоїр
- Джемма Осмоловська — Луміниця
- Валентин Стоянов — Маковей, начальник конвою
- Іон Музика — шофер машини конвою
- А. Оксанченко — епізод
- Володимир Савка — епізод
- Трифан Грузин — епізод
- Віктор Бєлов — епізод
- Костянтин Константинов — корчмар
- Андрій Нагіц — епізод
- Мефодій Апостолов — адвокат
- Денис Никифор — епізод
- А. Бадаш — епізод
- Б. Диканський — епізод
- Я. Камишов — епізод
- Спіру Харет — епізод
- Ігор Кулешов — майор
- В. Запуніді — епізод
- Л. Боксан — епізод
- Михайло Бадікяну — Міхай Масареску
- Сергій Яковлев — інтелігент
- Гавриїл Чиботару — епізод
- Василь Кіку — селянин
- Є. Нікула — епізод
- Микола Заплитний — жандарм
- Володимир Богату — епізод
- Олександр Каменко-Александровський — старий
- Катерина Уреке-Ясницька — епізод
- Б. Карьєв — епізод
- Сільвіка Станчу — Верута
- Віктор Няга — Гіцу
- Олександр Гединський — підсудний
- Вадим Вільський — фотограф
- Володимир Сухомлинов — епізод

## Знімальна група
- Режисер — Тетяна Березанцева
- Сценаристи — Костянтин Кондря, Самсон Шляху
- Оператор — Леонід Проскуров
- Композитор — Василь Загорський
- Художники — Станіслав Булгаков, Аурелія Роман